# Symplecis carinulata
Symplecis carinulata är en stekelart som beskrevs av Dasch 1992. Symplecis carinulata ingår i släktet Symplecis och familjen brokparasitsteklar. Inga underarter finns listade i Catalogue of Life.